# Episodi de I Griffin (ventiduesima stagione)
La ventiduesima stagione della serie animata I Griffin è stata trasmessa negli Stati Uniti, da Fox, dal 1⁰ ottobre 2023 al 17 aprile 2024.
In Italia è stata trasmessa dal 15 al 31 luglio 2024 su Italia 1 alle 15:00, saltando momentaneamente gli episodi 1 e 15, che sono stati distribuiti su Disney+ il 4 giugno 2025. 
| n. | Codice di produzione | Titolo originale                   | Titolo italiano                  | Prima TV USA     | Prima TV Italia         |
| -- | -------------------- | ---------------------------------- | -------------------------------- | ---------------- | ----------------------- |
| 1  | NACX01               | Fertilized Megg                    | La fecondazione dell'uovo di Meg | 1º ottobre 2023  | 4 giugno 2025 (Disney+) |
| 2  | MACX18               | Supermarket Pete                   | Peter al supermercato            | 8 ottobre 2023   | 15 luglio 2024          |
| 3  | MACX19               | A 'Stache From the Past            | Mustacchi del passato            | 22 ottobre 2023  | 16 luglio 2024          |
| 4  | MACX20               | Old World Harm                     | Una vacanza da brivido!          | 5 novembre 2023  | 17 luglio 2024          |
| 5  | NACX02               | Baby It's Cold Inside              | Un amore scolpito nel ghiaccio   | 12 novembre 2023 | 18 luglio 2024          |
| 6  | NACX03               | Boston Stewie                      | Boston Stewie                    | 19 novembre 2023 | 19 luglio 2024          |
| 7  | NACX04               | Snap(ple) Decision                 | Le pupe Snapple                  | 26 novembre 2023 | 22 luglio 2024          |
| 8  | NACX05               | Baking Sad                         | Biscotti e lacrime               | 3 dicembre 2023  | 23 luglio 2024          |
| 9  | NACX07               | The Return of the King (of Queens) | Viva la televisione!             | 17 dicembre 2023 | 24 luglio 2024          |
| 10 | NACX09               | Cabin Pressure                     | Tutti insieme appassionatamente! | 6 marzo 2024     | 25 luglio 2024          |
| 11 | NACX06               | Teacher's Heavy Pet                | L'insegnante e lo studente       | 13 marzo 2024    | 26 luglio 2024          |
| 12 | NACX08               | Take This Job and Love It          | Accetta questo lavoro e amalo!   | 20 marzo 2024    | 29 luglio 2024          |
| 13 | NACX10               | Lifegurd Meg                       | Meg la bagnina                   | 27 marzo 2024    | 30 luglio 2024          |
| 14 | NACX11               | Fat Actor                          | Attore grassone                  | 10 aprile 2024   | 31 luglio 2024          |
| 15 | NACX12               | Faith No More                      | Basta con la fede                | 17 aprile 2024   | 4 giugno 2025 (Disney+) |

## Peter al supermercato
- Titolo originale: Supermarket Pete
- Diretto da: Greg Colton
- Scritto da: Joanna Quraishi

### Trama
Il birrificio Pawtucket avvia dei lavori di ristrutturazione, lasciando Peter e i suoi colleghi a casa per due mesi. In questo periodo, però, Peter non riceverà lo stipendio, motivo per cui Lois gli chiede di trovare un altro impiego provvisorio. Viene quindi assunto presso "Spendi&Spandi", il supermercato preferito di Lois. Sentendosi invasa nei suoi spazi di svago, la donna tratta male il marito-commesso, venendo così bandita dal negozio. Per vendicarsi e fargli capire quanto quel luogo sia importante per lei, si fa assumere presso "L'ostrica ubriaca", punto di ritrovo di Peter e dei suoi amici. Scaduto il periodo di pausa dal lavoro presso il birrificio, Peter si licenzia, non prima di far cadere il veto su sua moglie per entrare nuovamente nel supermercato. Alla fine dell'episodio si scoprirà che non c'è stato alcun lavoro di ristrutturazione, in quanto l'addetto ai lavori ha speso i soldi destinati all'edificio per pagarsi una vacanza.
Nel frattempo, Brian, seduto al bancone de L'ostrica, è in preda ad una crisi creativa. Parlando con Joe scopre che egli conosce molti dettagli di omicidi a causa del suo lavoro come poliziotto. Gli propone dunque, dal momento che il genere crime è in tendenza, di collaborare per scrivere un romanzo in cui narreranno una di queste storie, pur prendendosi qualche licenza artistica. Quest'omicidio, però, è un cold case; il che significa che dovranno fare ricerche e risolvere da soli il caso. Durante una visita a casa dei genitori della vittima, Brian trova, all'interno di una scatola sotterrata nel giardino dell'abitazione, una chiave, che Joe subito riconosce essere di un deposito. Arrivati, vengono accolti da un'imboscata di podcaster di crime, anche loro sulle tracce della vittima. Durante una lotta tutti contro tutti, Joe e Brian si convincono che non sia più il caso di scrivere un libro sulla faccenda, ma gli apprezzamenti del poliziotto sullo stile di scrittura dell'amico cane danno coraggio a quest'ultimo a continuare la sua carriera di scrittore.

## Mustacchi del passato
- Titolo originale: A 'Stache from the Past
- Diretto da: Jerry Langford
- Scritto da: Travis Bowe

### Trama
Al mercato delle pulci, Stewie compra una nuova teiera da Bruce, mentre a Peter viene impedito da Lois di acquistare il vecchio Mr. Potato Head del dottor Hartman a causa del suo prezzo di 600 dollari. Arrabbiato, Peter viene influenzato da una pubblicità con Tom Selleck (doppiato da Josh Robert Thompson), che lo convince a firmare per un'ipoteca inversa per ottenere più soldi da spendere. Anche se riesce a comprare il giocattolo, rischia di far perdere la casa ai Griffin. Decide quindi di andare a New York per trovare Selleck insieme al sindaco Wild West, che un tempo suonava in una band con lui, ma i due vengono arrestati prima di poterlo affrontare. L'unico modo per avvicinarsi a lui è diventare comparse in Blue Bloods. West si riconcilia con Selleck suonando il loro vecchio singolo, mentre Peter riesce a mantenere la sua casa in cambio di una battuta nel prossimo episodio di Blue Bloods.
Nel frattempo, Stewie vende la sua nuova teiera a un prezzo elevato, permettendogli di comprare altri oggetti d'antiquariato da rivendere al mercato delle pulci. Brian accetta di aiutarlo, ma i due si scontrano con Bruce per aver invaso il suo territorio. Decidono di sfidarsi per vedere chi riesce a vendere di più, e Brian e Stewie vincono grazie a un bidone della spazzatura posizionato strategicamente accanto alla bancarella di Bruce, che attira uno sciame di api. Nonostante la vittoria, Stewie si stufa presto di lavorare al mercato delle pulci e se ne va, smascherando la maggior parte dei venditori come pedofili.

## Una vacanza da brivido!
- Titolo originale: Old World Harm
- Diretto da: Joe Vaux
- Scritto da: Evan Waite

### Trama
Peter, ispirato da uno show televisivo, costruisce, insieme ai suoi amici, un Jet pack improvvisato, di cui però perde il controllo distruggendo la casa. Lois è quindi costretta ad investire i risparmi destinati alle vacanze per rimediare al danno fatto dal marito. Joe propone a Peter, mentre la casa è in riparazione, di trasferirsi provvisoriamente dalla madre del poliziotto, in Florida; tuttavia si scopre che la donna vive in una residenza per anziani, e ciò all'insaputa di Lois che inizialmente è riluttante all'idea di trascorrere una settimana in quel posto poco adatto a loro e dall'ambiente monotono, salvo poi abituarsi alle comodità offerte. Gli abitanti del luogo, data la giovane età dei nuovi arrivati, pianificano di dividersi i loro organi: infatti il giorno successivo, durante la colazione, vengono sottoposti a dei test per capire lo stato generale di salute. Successivamente i coniugi decidono di usufruire della SPA interna alla struttura: Lois scopre, allontanandosi con la scusa di andare in bagno, che il personale è in combutta con gli anziani e, dopo aver fatto addormentare le vittime, ne preleva gli organi; sorte che stava per capitare a Peter, che riesce fortunosamente a salvarsi grazie all'irruzione della moglie nella sala operatoria. Viene diramato un allarme che aizza gli ospiti contro la coppia. I due fuggono e, trovando il cancello d'ingresso alla struttura chiuso, vengono attorniati dagli anziani sul punto attaccarli; vengono però salvati da un'inserviente che annuncia l'ora della cena, facendo desistere i residenti. Lois, nonostante lo spavento, dice a Peter che, tutto sommato, è stata la vacanza migliore della loro vita. Alla fine si scopre che anche Joe era al corrente del traffico di organi all'interno della struttura. Convince così Cleveland ad andarci, allo scopo di ottenere le gambe dell'amico per poter camminare di nuovo.
Nel frattempo, Stewie, dopo aver scoperto della morte di Whitney Houston all'interno della vasca da bagno, rimanendone impaurito, chiede a Brian un aiuto per fare la doccia per la prima volta. Questi, però, ne è rimasto traumatizzato dopo che, da cucciolo, Peter e Lois l'avevano lavato in questo modo. Quindi Stewie decide di fare da sè, ma il bordo della vasca è troppo alto per lui e viene salvato quindi dal cane, intento più che mai a superare le sue paure. In un primo momento sembra andare tutto per il meglio, ma il bambino, usando le varie manopole, riproduce lo stesso getto d'acqua causa del trauma di Brian. In un attimo di sconforto, si accorgono che la vasca inizia a riempirsi d'acqua: ciò calma Stewie, che si immerge verso lo scarico (imitando il bambino della cover dell'album Nevermind dei Nirvana) recuperando i capelli di Meg, con i quali crea una sorta di lazo per far uscire sè stesso e l'amico. Dopo l'esperienza, i due si ripromettono che non faranno mai più la doccia.

## Un amore scolpito nel ghiaccio
- Titolo originale: Baby It's Cold Inside
- Diretto da: Joseph Lee
- Scritto da: Danny Smith

### Trama
Peter dimentica l'anniversario di matrimonio, ma dice alla moglie di aspettare fino alla sera per scoprire il regalo per l'occasione. A corto di idee, si reca a "L'Ostrica ubriaca", e mentre parla con i suoi amici gli si avvicina il pescatore Seamus: questi gli propone un'uscita in barca sul lago di Quahog. La sera, quindi, la coppia decide di tuffarsi dalla barca per fare un bagno, quando appare una pinna dorsale che mette in fuga Peter, lasciando la moglie in balìa dell'animale, che fortunatamente si rivela essere un amichevole delfino che accompagna la donna fino a riva. Lois, quindi, litiga con il marito ed il loro rapporto diventa freddo, nonostante i vari tentativi di Peter per riappacificarsi. La donna, dunque, spiega al marito il vero motivo per cui è in collera: vuole nella sua vita una persona che la protegga nei momenti di bisogno. Allora Peter si sfoga con gli amici, che elaborano un piano: la coppia andrà nuovamente al lago (dove Cleveland manometterà la diciottesima asse del pontile)  mentre Quagmire simulerà la presenza di uno squalo con una pinna sulla sua testa. Lo scopo è quello di far cadere Lois in acqua, mentre Peter la salverà, facendo di lui ciò che la moglie ha sempre voluto. Il piano, però, non va come previsto: a cadere in acqua è Peter e, a peggiorare le cose, arriva un vero squalo, pronto ad avventarsi sul malcapitato. La donna, vista la situazione, si getta in acqua e salva il marito dall'animale, il quale azzanna poi una coppia che stava nuotando più al largo. Lois, dunque, realizza che la persona coraggiosa che la proteggesse nei momenti di bisogno era proprio lei, e ciò riappacifica la coppia.
In una passeggiata con Brian, Stewie trova un minibar su un marciapiede, e decide di sistemarlo e portarlo nella sua cameretta. Da qui il bambino si trasforma in uno stereotipo di studente universitario: la sua stanza diventa quella di un classico dormitorio americano (divisa con un altro ragazzo), frequenta la "Università di College" con risultati mediocri, rende l'amico vittima dei classici scherzi tra universitari e organizza feste a base di birra tra ragazzi. La situazione inizialmente non va a genio a Brian, che però si abitua e si diverte alla festa organizzata dal bambino. Stewie, quindi, gli porge una birra dal minifrigo, lasciando inavvertitamente lo sportello aperto: la stanza, dunque, si congela e Brian rinviene l'amico assiderato (nella stessa posizione di Jack Nicholson nella scena finale del film Shining). Infatti, poco dopo, nell'ingresso della fittizia confraternità universitaria "VΩK" (i cui ambienti ricordano quelli della hall di un hotel, chiaro riferimento all'Overlook Hotel), la camera si avvicina man mano alla foto dove, in mezzo ad una folla di gente sorridente e ben vestita, si può vedere Stewie. La foto riporta in calce la scritta "Università di College - 2023".

## Boston Stewie
- Titolo originale: Boston Stewie
- Diretto da: Mike Kim
- Scritto da: Patrick Meighan

### Trama
Leggendo la posta, Stewie scopre di avere un fratellastro, grazie alla donazione di ovuli da parte di Lois nel 1997, e si sforza di cercarlo. Tuttavia, si scopre che questo bambino è un rozzo teppista orfano di Boston, Massachusetts, che assomiglia a Stewie solo fisicamente. Pur lasciandolo stare a casa dei Griffin per un po', Stewie usa la sua violenza per importunare gli adulti della sua vita, ma lo Stewie di Boston esprime il suo desiderio di essere adottato dopo aver visto Stewie ricevere un bacio da Lois. Nel frattempo, Meg cerca di umiliare Chris dopo che si è seduto su alcuni cupcake che ha preparato, pubblicando online una foto del disastro. Dopo che il post diventa virale, i due decidono di aprire un FansOnly in cui Chris siederà sul cibo per guadagnare soldi. Chris in seguito impazzisce e si licenzia dopo aver notato l'accoglienza discordante, l'ambiente stressante e le richieste di cose per le ginocchia. Peter interviene come sostituto, ma le sue richieste fanno impazzire Meg. Stewie trascorre la settimana successiva a ripulire la situazione del suo collega e, dopo un passo falso con una potenziale coppia alla fiera delle adozioni, Boston Stewie viene accolto dalle sette sorelle di Mark Wahlberg (una delle quali doppiata da Casey Wilson). Chris decide di continuare a mangiare cibo in cambio di denaro, come una prostituta, ma quando si sente sottovalutato, Meg lo rassicura dicendogli che è prezioso e i due fanno pace sedendosi insieme sui cupcake. Nella scena finale, Meg affronta un montaggio musicale per chiudere la loro impresa.

## Le pupe Snapple
- Titolo originale: Snap(ple) Decision
- Diretto da: Brian Iles
- Scritto da: Travis Bowe

### Trama
Peter vuole partecipare, insieme a Chris, all'evento del palo della cuccagna fuori città: designa così Meg come sua sostituta. La ragazza accompagna quindi la madre nelle varie commissioni, finché, durante la spesa, Lois acquista due bottiglie di succo Snapple. L'azienda produttrice ha bandito un concorso: nel tappo, infatti, è presente una scritta che determina o meno la vittoria di un montepremi di 10000 dollari, che la donna vince. Durante il viaggio per incassare la cifra Lois pensa che potranno permettersi un depuratore d'acqua, ma Meg la sprona a fare qualche follia, imitando i comportamenti scellerati di Peter. Le due donne organizzano un viaggio last-minute verso un resort dove si godono alcuni lussi e attirano l'attenzione di una coppia padre-figlio, interessati alla fonte di quella ricchezza. Invitate a cena presso un locale della zona, le due vengono rapite e portate in una "Cooperativa per rapimenti", dove i rapitori si rivelano essere proprio le persone conosciute nel resort. Infatti, a causa di un equivoco, Lois e Meg sono state scambiate per le ereditiere dell'azienda Snapple, ed il piano dei due malfattori era proprio quello di chiederne il riscatto. Ma una volta capita l'estraneità delle due donne, decidono di lasciarle incatenate a dei tubi. Lois quindi approfitta del contenuto della sua borsa per liberare sè stessa e la figlia dalle manette e mettere KO i due rapitori. Le due riescono finalmente a tornare a casa, con Lois che spiega alla figlia che una madre deve essere sempre pronta a tutto, ed è per questo che non può permettersi il lusso di "godersi la vita".
Ad un brunch, sia Stewie che Brian dimenticano il proprio cellulare in auto: improvvisano così una conversazione che però si ferma ai soli convenevoli. Stewie capisce che l'amicizia tra lui e Brian si sta quindi lentamente ed inesorabilmente raffreddando: propone così all'amico una consulenza psicologica presso il dottor Wagner per tentare di riallacciare il rapporto. Qui però emerge l'odio reciproco che l'uno prova nei confronti dell'altro, con un esasperato dottore che consiglia, ad entrambi, di chiudere l'amicizia. I due si reincontrano però ad un matrimonio (essendo entrambi amici comuni della sposa) dove, dopo aver parlato male l'uno dell'altro davanti a degli invitati, Brian dedica una canzone all'amico, e ciò rinsalda il rapporto tra il bambino ed il cane.

## Biscotti e lacrime
- Titolo originale: Baking sad
- Diretto da: John Holmquist
- Scritto da: Damien Fahey

### Trama
Dopo aver lanciato un falso allarme bomba nel luogo di lavoro, Peter ha il giorno libero e rientra a casa nel mezzo della mattinata. Guardando vari show nel day-time, però, si accorge che sono tutti rivolti ad un pubblico femminile: dice quindi alla moglie che lui sarebbe in grado di fare meglio, ma quest'ultima né è scettica sul possibile successo di un programma al maschile. Peter, quindi, si sfoga con gli amici de "L'Ostrica ubriaca", accogliendo di buon grado l'idea di questa trasmissione: infatti Joe, dopo aver trovato nel locale il giornalista Tom Tucker (in debito con il poliziotto per aver fatto da "mustacchio-sitter" ai baffi dell'anchorman locale), annuncia al gruppo la possibilità di ottenere uno slot su Channel 5 per il loro programma, che si intitolerà "Chiacchiere da bar". Lo show è un successo tra il pubblico maschile (compreso il padre di Lois, Carter), ma ciò che infastidisce particolarmente la donna sono le battute sessiste, oltre al comportamento del marito a casa: si riunisce quindi con le altre mogli (Bonnie, la moglie di Joe e Donna, la moglie di Cleveland) dove esprime il suo disappunto per la trasmissione e pianifica, insieme a loro, di boicottarla durante la diretta. Recatesi sul set, però, scoprono che il programma sta vivendo una crisi per mancanza di argomenti: Lois, nonostante il piano iniziale, decide quindi di incoraggiare il marito quando questi ammette pubblicamente i suoi errori.
Nel frattempo Meg vive una serie di sfortune: decide quindi di reagire preparando l'impasto per dei biscotti al fine di farne un'abbuffata bulimica. La goccia che fa traboccare il vaso è una lettera dell'università del Rhode Island, che le comunica la sua non ammissione all'istituto: affranta, la ragazza inizia a piangere, con copiose lacrime che finiscono all'interno dell'impasto. Dopo averli cotti, alcuni biscotti vengono mangiati da Chris, Stewie e Brian, concordi sul fatto che siano i migliori che abbiano mai mangiato, e capendo quindi che l'ingrediente che ha reso speciale l'impasto siano state le lacrime della giovane donna. I quattro avviano così una propria attività, la "Meg Ahoy!", che riscuote in breve tempo molto successo. Carter, il nonno dei ragazzi, saputo il successo della nipote, le ordina per un catering 50000 dollari di biscotti: entusiasta, Meg si adopera per piangere, ma non riesce. Si reca così dal dottor Mattews, che le spiega che il tempo che ha trascorso con i suoi fratelli l'ha resa più felice, e quindi incapace di piangere. Il medico, in realtà, è Mr. Fields, il magnate dei biscotti, e fingersi psicoterapeuta era un piano per sbaragliare la concorrenza dei fratelli.

## Viva la televisione!
- Titolo originale: The Return of the King (of Queens)
- Diretto da: Greg Colton
- Scritto da: Alex Carter

### Trama
Mentre la famiglia addobba l'albero di Natale, Peter vuole godersi un po' di TV: scopre che l'amato elettrodomestico è sparito, e la responsabile è Lois, che ha deciso di venderlo e di disdire l'abbonamento per fare i regali di Natale. Meg, quindi, spiega al padre che è possibile abbonarsi ad alcune piattaforme per usufruire di contenuti in streaming. Peter, però, è restio a questa novità, anche se mentre comincia a provare Netflix, alla porta di casa Griffin si presenta Kevin James: questi spiega che, con la perdita dell'ultimo spettatore (cioè Peter) il suo programma è stato chiuso, quindi ora la famiglia dovrà prendersi cura di lui. Kevin, però, è ancora abituato alla vita da sit-com: Peter quindi insegna all'attore com'è la vita al di fuori di Hollywood.
In poco tempo Kevin diventa fattorino di UPS e trova una ragazza, ma la sua mano destra inizia misteriosamente a scomparire. Portato in ospedale, il dottor Hartmann spiega che lo streaming sta rendendo irrilevante l'attore, e l'unica cura è quello di riportare in auge la sua carriera. Peter, quindi, si adopera per inserirlo in uno show televisivo; nonostante le varie idee sviluppate dai familiari durante un brainstorming, Lois ha l'idea di metterlo nel presepe prospiciente al municipio. Inizialmente è un fallimento, con la fama di Kevin che, diminuendo man mano, gli fa sparire anche le gambe, facendolo rovinare per terra e distruggendo alcune statue. A questo punto Peter tiene un discorso appassionato sull'importanza della TV rispetto allo streaming. Ciò fa riemergere l'amore della cittadinanza verso le trasmissioni televisive e fa riapparire gli arti dell'attore, oltre che altri attori di altre serie TV. Un produttore televisivo propone uno show a Kevin, il quale, tornato in auge, sparisce in un'esplosione di stelle.

## Tutti insieme appassionatamente!
- Titolo originale: Cabin Pressure
- Diretto da: Jerry Langford
- Scritto da: Matty McElaney

### Trama
Peter partecipa con la famiglia al picnic dell'azienda per cui lavora. Preston indice un concorso in cui, in palio vi è una vacanza di cinque giorni in uno chalet nel Maine; tuttavia, per aggiudicarsi il premio, le varie coppie dovranno lanciarsi un uovo facendolo arrivare intatto nelle mani del partner. I Griffin, imbrogliando ed utilizzando un uovo sodo al posto di uno crudo, si aggiudicano quindi il soggiorno, e decidono di invitare gli amici di Peter (Joe, Cleveland, Quagmire) con le rispettive famiglie. Poco dopo l'inizio della vacanza, l'attenzione dei coinquilini si sposta sull'unico bagno, in quanto qualcuno, nell'atto della defecazione, ha reso inutilizzabile il water. Non venendo fuori il responsabile, con una scusa, Lois si allontana con Peter e confessa a quest'ultimo di essere lei l'artefice dell'imbarazzante inconveniente, chiedendo all'uomo di farsi carico della responsabilità.
Una volta esaurito l'imbarazzante argomento, diventa momento per programmare le attività: Quagmire elabora un dettagliato programma per godersi quello che il luogo ha da offrire. Peter, però, vorrebbe visitare l'"Art's Trading Post", un negozio in cui è possibile vedere alcuni spettacoli con protagonisti degli orsi. Finito l'itinerario del giorno ed una volta arrivati al negozio per cui Peter ha atteso tanto, scoprono che l'attività sta chiudendo definitivamente. L'uomo, in collera con la comitiva, rivela involontariamente l'autrice dell'intasamento del water: rivelazione che da il via a una serie di liti tra lui e gli altri coinquilini. In ultimo brucia l'itinerario di Quagmire, incendiando buona parte del soggiorno. Dopo l'intervento dei vigili del fuoco, gli amici e i familiari abbandonano Peter; a complicare le cose, l'imminente arrivo di Preston presso lo chalet.
A sorpresa, però, tornano tutti ad aiutare Peter per sistemare (per quanto possibile) l'edificio, in quanto lui stesso aveva insistito per andare in vacanza tutti insieme, ma nonostante gli sforzi l'abitazione crolla definitivamente. Arrivato Preston Peter scoppia a piangere, aspettandosi il licenziamento; tuttavia il suo capo è grato con l'uomo, poiché quel posto non gli è mai piaciuto ed inoltre può incassare l'assegno dall'assicurazione.
In realtà tutto è stato un sogno, in quanto Peter è stato colpito da un infarto durante il gioco dell'uovo.

## L'insegnante e lo studente
- Titolo originale: Teacher's Heavy Pet
- Diretto da: Steve Robertson
- Scritto da: Chris Regan

### Trama
Il liceo Adam West organizza una partita di football americano, in cui partecipano sia ex-studenti che studenti attuali: durante una premiazione, Chris vince il titolo, per la quarta volta di fila, di "asino della scuola". Notata la situazione, Lois presenta una domanda per diventare insegnante, mentendo però sul fatto di avere una laurea che la abiliti alla professione. Saputo della notizia, Chris rimane spaventato, visto anche il suo status di "sfigato": la madre lo rassicura dicendo di aver presentato la domanda con il suo cognome da nubile e che si presenterà in classe con una parrucca e un finto neo sul viso.
Ovviamente Chris viene visto in auto con la sua professoressa-madre e diventa quindi un idolo per i suoi compagni, soprattutto per quelli più popolari: il ragazzo dunque racconta di presunte frequentazioni extra-scolastiche con la sig.ra Pewterschmidt, anche quasi a sfondo sessuale. Essendosi propagate a macchia d'olio, Meg avvisa il fratello che, a causa delle sue fandonie, Lois potrebbe essere arrestata.
I ragazzi più popolari, dopo un po', non credono alle storie di Chris, quindi chiedono una prova fotografica: dovrà scattare una foto alla sua professoressa, ma lei dovrà essere nuda. Il ragazzo, quindi, entra in bagno mentre la madre si sta facendo la doccia e, dopo un primo tentennamento, viene convinto da un camaleontico Quagmire nel proseguire nell'azione. Il giorno dopo, ingenuamente, Chris invia la foto ai suoi compagni di classe: la compromettente immagine arriva anche al preside Shepherd, il quale richiama Lois nel suo ufficio. La donna, pensando che il richiamo si riferisca alla dichiarazione mendace riguardo al titolo di studio, dà vita ad una serie di equivoci durante la conversazione che termina con il preside che mostra lo scatto a Lois. Avendo capito l'autore della foto, la professoressa corre a casa a riprendere il figlio, ma questi spiega che è grazie a quell'immagine se è entrato nell'élite dei ragazzi popolari. Il giorno dopo, dunque, Chris, davanti alla sua classe, a sua madre e al preside, decide di scusarsi, ma Lois rilancia il suo discorso facendo apprezzamenti sul figlio.

## Accetta questo lavoro e amalo!
- Titolo originale: Take This Job and Love It
- Diretto da: Joe Vaux
- Scritto da: Steve Callaghan

### Trama
Quando Peter, davanti agli amici, si lamenta delle numerose mail del lavoro, Joe chiede ad ognuno quale lavoro gli piacerebbe fare: l'episodio si divide quindi in tre segmenti distinti.
- Peter vorrebbe essere un agente segreto, cioè Mr. Bond (o agente 555). Il suo capo (Donna Tubbs) gli assegna una missione: deve intercettare un ordigno nucleare in partenza dal Belgio e destinato a Los Angeles dove Blofella (interpretato da Stewie) vuole farlo brillare allo scopo di distruggere la citta ed uscire da un accordo di multiproprietà. In questo segmento, però, il protagonista si avvale di strumenti non convenzionali, come lo scudo di Capitan America o la spada laser di Kylo Ren
- Quagmire invece racconta di come ha veramente vissuto il lavoro dei suoi sogni. Negli anni 80, allo scopo di rimettersi in forma, inventa un nuovo tipo di sport: l'aerobica. Lo sport ha un grande successo, tanto da diventare famoso e molto praticato, oltre che donare visibilità al suo inventore. Durante una dimostrazione televisiva, però, Jane Fonda ruba gli scaldamuscoli a Quagmire, portandolo alla rovina.
- Cleveland, infine, si immagina come un ispettore all'ultimo giorno di lavoro prima del pensionamento. Il suo ultimo incarico è quello di sventare il commercio di cocaina nella città di Los Angeles: gli viene quindi assegnato, come compagno, il sergente Maniac (interpretato da Joe). La coppia, non riuscendo a progredire nel caso, viene estromessa; via radio i due vengono a conoscenza di un blitz al molo della cittadina, dove scoprono che il loro capo (Carter Pewterschmidt) è immischiato nello spaccio.

## Meg la bagnina
- Titolo originale: Lifegurd Meg
- Diretto da: Julius Wu
- Scritto da: Patrick Meighan

### Trama
Al parco acquatico per famiglie di Quahog Stewie cade in una vasca. Meg si tuffa per salvarlo e riesce nell'intento: ciò le frutta un posto come bagnina all'interno della struttura. Quando tutto sembra andare per il meglio, Peter decide di frequentare assiduamente il parco con i suoi amici; nonostante la promessa dell'uomo di avere un comportamento consono e rispettoso del luogo, i quattro amici cominciano ad infrangere le regole, costringendo Meg ad espellere il gruppo. Peter, per protesta, fugge e si getta in una poco profonda piscina per bambini: la ragazza è quindi costretta ad effettuargli una CPR, dove l'atto della respirazione bocca a bocca porta ad un momento di imbarazzo tra tutti i bagnanti. L'evento ha grande risonanza sia in TV che sui social, portando Lois a deprimersi. Peter e Meg riuniscono quindi la famiglia per chiarire, quando l'uomo cade dalle scale: Lois implora dunque Meg ad effettuargli nuovamente una CPR, ma quest'ultima è riluttante (visti gli sviluppi della vicenda). Durante il battibecco, però, la manovra viene effettuata da Stewie. A causa di un calo delle temperature di due gradi, infine, Meg si licenzia dal lavoro.
Nel frattempo, una donna entra nel caffè "La tazza abbronzata", annunciando che il proprietario è stato bannato da Twitter per un suo post; dopo una fuga di tutti i clienti, all'interno del locale rimangono Stewie e Brian, ai quali il proprietario affida le chiavi del locale. All'inaugurazione della nuova gestione, però, nessuno dei due si è premurato di acquistare il caffè per servirlo. Brian quindi acquista del caffè istantaneo, che inaspettatamente riscuote successo tra i giovani avventori, tanto da rendere l'attività sponsorizzata dalla Chase Bank. Stewie, nonostante gli affari vadano bene, mette in guardia Brian, spiegandogli che basta un solo bevitore assiduo di caffè per far saltare il piano: casualmente, al bancone, si presenta infatti il preside Sheperd, il quale avvisa tutti i presenti nel locale di star bevendo caffè istantaneo. L'annuncio non sortisce alcun effetto, dato che i consumatori non si lamentano della qualità scarsa della bevanda; Stewie e Brian perdono comunque il locale, dopo che anche loro sono stati bannati dal social. Il bar viene rilevato dunque dal preside, che lo trasforma in stile "sala docenti".

## Attore grassone
- Titolo originale: Fat Actor
- Diretto da: Joseph Lee
- Scritto da: Mark Hentemann

### Trama
Brad Pitt decide di girare a Quahog un biopic in cui interpreterà il governatore Chris Christie. Peter non è d'accordo con la scelta della produzione, in quanto sarebbe troppo magro rispetto al personaggio che interpreta: decide quindi di manifestare sul set insieme ad altre persone evidentemente obese. In TV la manifestazione ha risonanza, tanto da spingere la produzione del film ad ascoltare le richieste di Peter e a parlarne con Brad Pitt stesso: a conclusione dell'incontro, l'uomo viene quindi assunto nel ruolo di "consulente ufficiale dei grassoni", allo scopo di insegnare all'attore come vive una persona obesa. Brad decide quindi di trasferirsi a casa dei Griffin, al fine di studiare più da vicino il comportamento di Peter ed atteggiarsi, quindi, a "grassone".
Dopo quattro settimane, l'attore prende peso ed è quindi pronto per la parte che deve interpretare, ma al momento delle riprese Brad non riesce a rimanere in piedi: Peter viene ingaggiato dalla troupe per prendere il posto dell'attore. Dopo un montaggio musicale (in cui si vede la lavorazione dell'opera cinematografica), il film è pronto. Alla fine della prima, però, Peter non è contento del lavoro finito: ha capito che, alla fine, non conta l'aspetto dell'attore, ma la sua bravura nel recitare.

## Basta con la fede
- Titolo originale: Faith No More
- Diretto da: Mike Kim
- Scritto da: Alex Carter